# Enzo Fernández (argentyński piłkarz)
Enzo Jeremías Fernández (ur. 17 stycznia 2001 w San Martín) – argentyński piłkarz występujący na pozycji środkowego pomocnika, reprezentant Argentyny, od 2023 roku zawodnik angielskiego Chelsea.
Złoty medalista Mistrzostw Świata 2022. Uczestnik Copa América 2024.

## Kariera klubowa

### River Plate
27 stycznia 2019 Enzo Fernández został włączony do pierwszej drużyny River Plate przez menedżera Marcelo Gallardo. Wcześniej występował w zespołach młodzieżowych. Jednak pierwszym zespole Fernandez zadebiutował dopiero 4 marca 2020 roku, zastępując Santiago Sosę w 75. minucie przegranego 0:3 meczu z LDU Quito w Copa Libertadores. W sezonie 2020/21 przebywał na wypożyczeniu w klubie Defensa y Justicia.

### SL Benfica
14 lipca 2022 za kwotę ponad 44 milionów euro przeniósł się do Portugalii, aby występować w klubie SL Benfica. W tej drużynie rozegrał łącznie 29 meczów, w których zdobył 4 bramki i zaliczył 7 asyst.

### Chelsea
31 stycznia 2023 przeniósł się do londyńskiej Chelsea za kwotę 121 milionów euro, stając się najdroższym piłkarzem w historii Premier League. Zadebiutował 3 lutego w remisowym meczu z Fulham, który zakończył się wynikiem 0:0. 30 września strzelił swoją pierwszą bramkę dla angielskiego klubu w meczu z AFC Wimbledon w ramach Puchar Ligi Angielskiej. 3 grudnia, w wygranym 3:2 meczu przeciwko Brighton, Fernández strzelił swoje pierwsze bramki dla Chelsea w Premier League, notując dublet.

## Sukcesy

### Defensa y Justicia
- Copa Sudamericana: 2020
- Recopa Sudamericana: 2021

### River Plate
- Mistrzostwo Argentyny: 2021
- Trofeo de Campeones: 2021

### SL Benfica
- Mistrzostwo Portugalii: 2022/2023

### Argentyna
Mistrzostwa świata
- Mistrzostwo: 2022

### Wyróżnienia
- Najlepszy młody piłkarz Mistrzostw Świata: 2022[4]